# فرانك غلوفر
فرانك غلوفر (بالإنجليزية: Frank Glover)‏ هو عازف ساكسفون وملحن أمريكي، ولد في 27 يونيو 1963 في إنديانابوليس في الولايات المتحدة.

## وصلات خارجية
- الموقع الرسمي
- فرانك غلوفر على موقع ميوزك برينز (الإنجليزية)
- فرانك غلوفر على موقع أول ميوزيك (الإنجليزية)
- فرانك غلوفر على موقع ديسكوغز (الإنجليزية)